# 왕방연
왕방연(王邦衍, 생몰년 미상)은 조선 전기의 문신이자 조선 세조 때의 의금부 도사(義禁府都事)이다. 왕방연은 단종이 영월로 귀양갈 때 호송했다. 영월서 돌아오면서 단종을 그려 읊은 시조 1수가<청구영언> 등에 실려 전한다.

## 왕방연가 등장한 작품
- 《왕과 비》(KBS, 1998년~2000년, 배우:허현호)

## 같이 보기
- 엄흥도
- 청령포

1. ↑   《글로벌 세계 대백과사전》〈왕방연〉